# Discografia Laurei Lavric
Laura Lavric (n. 20 septembrie 1946, satul Costișa, comuna Frătăuții Noi, județul Rădăuți, acum județul Suceava) este o solistă de muzică populară din Bucovina. A participat la nenumărate evenimente și emisiuni (Tezaur folcloric, Vedeta populară, Teo Show etc.). 

## Electrecord
| An   | Număr catalog                            | Piese | Acompaniament                                         | Note                                                               |
| ---- | ---------------------------------------- | --- | ----------------------------------------------------- | ------------------------------------------------------------------ |
| 1969 | EPC 10.092 Tot mi-ai zis badiță-așa      | Tot mi-ai zis badiță-asa Bade-al meu e moldovean Hai bădiță, hai la joc Uite, cela-i bade-al meu | Orchestra Victor Predescu                             |                                                                    |
| 1976 | 45-STM-EPC 10.489 Vine dorul de cu seară | Vine dorul de cu seară Ghiță, măi Gheorghiță Largă-i lume, eu nu-ncap Ne-am iubit bade pe-ascuns | Orchestra Paraschiv Oprea                             |                                                                    |
| 1978 | ST-EPE 01480 Moldovă, mândră grădină     | Moldovă, mândră grădină Fluieră un tren în gară Horelcuță cu chiper Cântecul miresei Bade, când te-i însura Nu știu, Gheorghe, tu erai Horile, horile-mi plac Pădurice de stejar Foaie verde trei castane Joacă-mă, măi bădișor Mama mea când m-o făcut Mâine toți recruții pleacă | Orchestra George Sîrbu                                |                                                                    |
| 1980 | STC 00129 Interpreți din Moldova (II)    | 10. Moldovă mândră grădină 11. Joacă-mă măi bădișor 12. Horelcuță cu chiper 13. Bade, când te-oi însura 14. Nu știu, Gheorghe, tu erai 15. Horile, horile-mi plac 16. Pădurice de stejar 17. Foaie verde trei castane 18. Mâine toți recruții pleacă | Orchestra George Sîrbu                                | Piese extrase de pe ST-PE 01480.                                   |
| 1982 | ST-EPE 02086 Mi-e drag unde m-am născut  | Mi-e drag unde m-am născut Hai la hora-n costișă Mult mă-ntreabă cetina Of, pădure, deasă ești Foaie verde, trei spanace Bată-te-ar focul de dor Hai la joc, flăcăi și fete Cine-aude glasul meu Ia-ți mireasă iertaciune Colo-n deal, bade Ioane Mamă, două fete ai Cîntă cucu prin livezi Mă ceartă mama de-aseară | Orchestra Rapsozii Botoșanilor                        |                                                                    |
| 1983 | STC 00241 Mi-e drag unde m-am născut     | 1. Fluieră un tren în gară 2. Cântecul miresei 3. Mama mea când m-a făcut 4. Ghiță, măi Gheorghiță 5. Largă-i lume, eu nu-ncăp 6. Ne-am iubit bade pe-ascuns 7. Mă ceartă mama de-aseară 8. Cântă cucu prin livezi 9. Mamă, două fete ai 10. Mi-e drag unde m-am născut 11. Hai la hora-n costișă 12. Mult mă-ntreabă cetina 13. Of, pădure, deasă ești 14. Fă-mă, Doamne, ce m-oi face 15. Batăte-ar focul de dor 16. Hai la joc, flăcăi și fete 17. Cine-aude glasul meu 18. Colo-n deal, bade Ioane | Orchestra Rapsozii Botoșanilor                        | Piese extrase de pe: ST-EPE 02086, 45-STM-EPC 10.489, ST-EPE 01480 |
| 1984 | ST-EPE 02543 Cânt că-mi este lumea dragă | Cânt că-mi este lumea dragă M-am dus la adunat de fân Horelcă, sămânța ta De ce codru-ngălbenește Ochi frumoși are badea Am plecat în lume Hai la joc, măi Costănele Hai scripcare, lângă mine Auzi bade, trenul vine Asta-i jocul "ciobănașul" Munte, munte, brad umbros De-ar fi dorul ca o floare Dragu Mi-i unde-am venit | Orchestra Rapsozii Botoșanilor                        |                                                                    |
| 1986 | ST-EPE 02932 De-aș trăi ca bradu-n munte | De-aș trăi ca bradu-n munte Pentru badea ce mi-i drag S-o legat dorul de mine Jocul ițele Te-ntreb codrule, pe time Joacă-mă dragă bădiță Moldovă, leagăn de dor Floricică din cărare Ghini-i de giucat aici În codru, la tăietură La bătută, măi băieți | Orchestra Rapsozii Botoșanilor                        |                                                                    |
| 1986 | STC 00380 De-aș trăi ca bradu-n munte    | De-aș trăi ca bradu-n munte Pentru badea ce mi-i drag S-o legat dorul de mine Jocul ițele Te-ntreb codrule, pe time Joacă-mă dragă bădiță Moldovă, mândră grădină Fluieră un tren în gară Horelcuță cu chiper Cântecul miresei Moldovă, leagăn de dor Floricică din cărare Ghini-i de giucat aici În codru, la tăietură La bătută, măi băieți Deasupra la casa mea Horile, horile-mi plac Mama mea când m-o făcut Mâine toți recruții pleacă | Orchestra Rapsozii Botoșanilor Orchestra George Sîrbu |                                                                    |
| 1988 | ST-EPE 03382 Badea-i ciobănaș la oi      | Pe sub poale de pădure Bătuta de la Călărași Bate vîntu' grîușoru' Badea-i ciobănaș la oi Frunzuliță de pe luncă Pe drumul care merg eu M-aș duce și tot m-aș duce Cine în lume iubește Ăsta-i jocul care-mi place Cînd treci, bade, pe la noi Am fost una la părinți | Orchestra Viorel Leancă                               |                                                                    |
| 1988 | STC 00536 Badea-i ciobănaș la oi         | Pe sub poale de pădure Bătuta de la Călărași Bate vîntu' grîușoru' Badea-i ciobănaș la oi Frunzuliță de pe luncă Pe drumul care merg eu Pentru badea ce mi-i drag În codru, la tăietură S-o legat dorul de mine Jocul ițele M-aș duce și tot m-aș duce Cine în lume iubește Ăsta-i jocul care-mi place Cînd treci, bade, pe la noi Am fost una la părinți Joacă-mă dragă badiță Bine-i de jucat aici La batută, măi băieță Te-ntreb codrule, pe tine De-aș trăi ca bradu-n munte |                                                       | ST-EPE 03382 ST-EPE 02932                                          |
| 1991 | ST-EPE 04069 Tare-mi place ca să joc     | Joacă, bădiță, cu foc Azi în coasta dealului Iată sârba din Flămânzi Munte, munte, brad umbros Ce rău am făcut pe lume Pentru ochi ca murele Haida, cântă, măi scripcare Tare-mi place ca să joc Codrule cu frunza deasă Scripcăraș cu strune bune Plânge frunza și iarba | Orchestra Viorel Leancă                               |                                                                    |
| 1991 | STC 00774 Joacă, bădiță, cu foc          | Joacă, bădiță, cu foc Azi în coasta dealului Iată sârba din Flămânzi Munte, munte, brad umbros Ce rău am făcut pe lume Pentru ochi ca murele Badea-i ciobănaș la oi Bate vîntu' grîușoru' Pe drumul care merg eu Haida, cântă măi scripcare Tare-mi place ca să joc Codrule cu frunza deasă Scripcăraș cu strune bune Plânge frunza și iarba Bătuta de la Călărași Inimioară păcătoasă | Orchestra Viorel Leancă                               | ST-EPE 04069 ST-EPE 03382                                          |
| 1995 | EPE 04382 Cine știe jocul meu            | Cine știe jocul meu Auzi, scripcaru, cum zice Hopa, hop și iară hop! La gardul cu harțapele Ne despărțim și tare-aș vrea Luminiță din tăciune Nu-ntrebi dragostea când vine Am plecat de-acasă Jucați, picioarele mele! Te-aștept, bădiță, de-o vară Streașină cu umbra deasă Mă bate vântul, mă bate | Orchestra Viorel Leancă                               |                                                                    |
| 1995 | STC 001032 Cine știe jocul meu           | Cine știe jocul meu Auzi, scripcaru, cum zice Hopa, hop și iară hop! La gardul cu harțapele Ne despărțim și tare-aș vrea Luminiță din tăciune Nu-ntrebi dragostea când vine Am plecat de-acasă Jucați, picioarele mele! Te-aștept, bădiță, de-o vară Streașină cu umbra deasă Mă bate vântul, mă bate | Orchestra condusă de Viorel Leancă                    |                                                                    |
| 2005 | EDC 326 Tare-mi ca să joc                | 1 Hopa, hop și iară hop! 2 Cine știe jocul meu 3 Jucați, picioarele mele! 4 Auzi scripcaru cum zice 5 Bătuta de la Călărași 6 Pe sub poale de pădure 7 Iată sârba din Flămânzi 8 Scripcăraș cu strune bune 9 Munte, munte, brad umbros 10 Tare-mi place ca să joc 11 Codrule cu frunza deasă 12 Joacă, bădiță cu foc! 13 Joacă-mă, dragă bădiță! 14 De-aș trăi ca bradu-n munte 15 Ghini-i de jucat aici 16 La bătută, măi băieți 17 În codru la tăietură 18 La gardul cu harțapele 19 Jocul Ițelor 20 Am plecat de-acasă 21 Badea-i ciobănaș la oi 22 Plânge frunza și iarba 23 Ăsta-i jocul care-mi place |                                                       |                                                                    |

## Roton
| An   | Titlu                         | Piese | Acompaniament                  |
| ---- | ----------------------------- | --- | ------------------------------ |
| 1997 | 3102 Zi-i un cântec de pahar  | Ghiță, pălărie nouă Mi-i drag cânticu' și jocu' Dragoste, ce ai cu mine? Mândruliță, pentru tine Hai, români de peste sate Dacă dai de-o supărare Dragu-mi-i la veselie Hai, bădiță lângă mine Cucușor de-amu' vinitu' Trei carafe, trei ulcele M-am născut într-un bordei Nu-ți mai trec pe la portiță Zi-i un cântec de pahar                                                   | Orchestra Rapsozii Botoșanilor |
| 2005 | 3658-2 S-o dat o veste aseară | S-o dat o veste aseară Măi Ioane, păr frezat La crâșma lui Costănel Colo-n deal, bade Ioane Șapte care de nuiele Cu scripca și gura me Am fost la mine în sat Se duc anii parcă zboară Cine nu știe de jele Hai să petrecem neveste Ia-ți mireasă iertăciune Bun îi vinul, mult îmi place Badea tare necăjit Când e zi de sărbătoare Bună sara, gospodari Asta-i sara lui Crăciun | Orchestra Rapsozii Botoșanilor |
| 2010 | Bună Vreme, Bun Găsit         | Bună vreme, bun găsit! O venit badea aseară Ard în foc și ard în pară De când la joc am ieșit Codrule cu rămurele Scripcuță din lemn uscat Cine-n viață n-a iubit De la crâșmă badea vine Brăduț verde pe la porți Ce rău am făcut pe lume? Stă Gheorghe și mă pândește La pământ cu talpa lată Tot pe lângă omu' drag Sârba moldovenilor                                         | Orchestra Ciprian Porumbescu   |

## RBA
| An   | Piese | Acompaniament            |
| ---- | --- | ------------------------ |
| 2000 | Hai La Sârbă Moldoveni Măi Bădiță Din Suceava Mi-i Drag Cântecul Și Jocul Măi Gheorghiță,Gheorghe Nu-ți Mai Trec Pe La Portiță De Trei Zile De Când Joc Mamă, Nu Mă Da Cu Sila Ce Aveți Dușmani Cu Mine Fetele Din Al Meu Sat Mă Întreabă Frunza Crudă Cât Pe Lume Ai Părinți Tot Jucând De-aseară Aici Dați-mi Sticla Cu Otravă Mândruliță Pentru Tine Mult Îmi Place Vinul Și Paharul Bată-l Dumnezeu Să-l Bată | Orch. Ciprian Porumbescu |
| 2001 | Dragu Mi-i La Veselie Hai Români De Peste Sate Dacă Dai De-o Supărare Cucușor De-amu Venitu' Codrule Cu Frunza Deasă Ghiță, Pălărie Nouă Mi-i Bădița Mânios M-am Născut Într-un Bordei Ce Are Oare Dragostea Cu Mine Cine Mi-i Drag Nu Mai Vine Nu-ți Mai Trec Pe La Portiță De Cine Dorul Se Leagă Vai De Omul Cel Sărac Trei Carafe,Trei Ulcele Hai Bădiță Lângă Mine                                           | Orch. Ciprian Porumbescu |

## Ana Sound
| An   | Piese | Acompaniament |
| ---- | --- | --- |
| 2022 | 1 Suceveanca 2 România mea frumoasă 3 Rădăuțeanca lu' Victor 4 De-am făcut bune sau rele 5 S-o dat o veste asară 6 Dragoste ce-o fost odată 7 Lume multă-i pe imaș 8 Se duc anii parcă zboară 9 Scripcuță din lemn uscat 10 O venit badea asară 11 La crâșma lu' Costănel 12 Azi sub coasta dealului 13 Hai români de peste sate 14 De dor bade și de drag | Lăutarii ( 1, 2, 5, 6, 11, 12, 13), Orchestra Ciprian Porumbescu( 9, 10), Orchestra Rapsozii Botoșanilor ( 8), Orchestra Răzvan Mitoceanu ( 3, 4, 7, 14) |

1. ↑  Pe prima față cântă Mariana Lungu.
2. 1 2 3 4 5 6 7  Casetă audio